# Araneus bosmani
Araneus bosmani là một loài nhện trong họ Araneidae.
Loài này thuộc chi Araneus. Araneus bosmani được Eugène Simon miêu tả năm 1903.